# Seydou Doumbia
Pour les articles homonymes, voir Doumbia.
Seydou Doumbia, né le 31 décembre 1987 à Abidjan, est un footballeur international ivoirien évoluant au poste d'attaquant au Hamrun Spartans FC.
Il détient le record de buts marqués en Premier-Liga en une seule saison, 28 buts, en 2011-2012 avec le CSKA Moscou.

## Biographie

### Club
Seydou Doumbia fait ses premières armes au Centre de Formation d'Inter FC dès 1999. Après 4 ans, il rejoint en 2003 l'Athlétic Adjamé, club partenaire de cette académie qui évolue en deuxième division. Après un an sans jouer, il part en prêt au Toumodi FC, autre club de deuxième division puis à l'AS Denguelé courant 2005. Il perce alors en multipliant les buts et en remportant le titre de meilleur buteur du championnat ivoirien avec 15 buts en 20 matches.
Il est alors repéré par un club japonais, Kashiwa Reysol qui le fait signer en 2006. Ne parvenant pas à briller à Kashima, il est prêté une saison au Tokushima Vortis qui dispute la J-League 2 pour la saison 2008. En trois saisons au Japon, il ne dispute finalement que 40 matches (pour 10 buts).
En 2008, Doumbia donne un nouveau sens à sa carrière et rejoint le Championnat suisse et Young Boys Berne, le club de la capitale helvétique, où il a la lourde tâche de faire oublier Hakan Yakin. Il y joue deux saisons et inscrit 42 buts. Il est d'ailleurs le meilleur buteur du championnat deux années consécutives avec 20 buts lors de la saison 2008-2009 (en 8 titularisations seulement !) et 30 en 2009-2010. Il est aussi finaliste malheureux de la Coupe de Suisse en 2009 et deux fois vice-champion de Suisse avec son club.

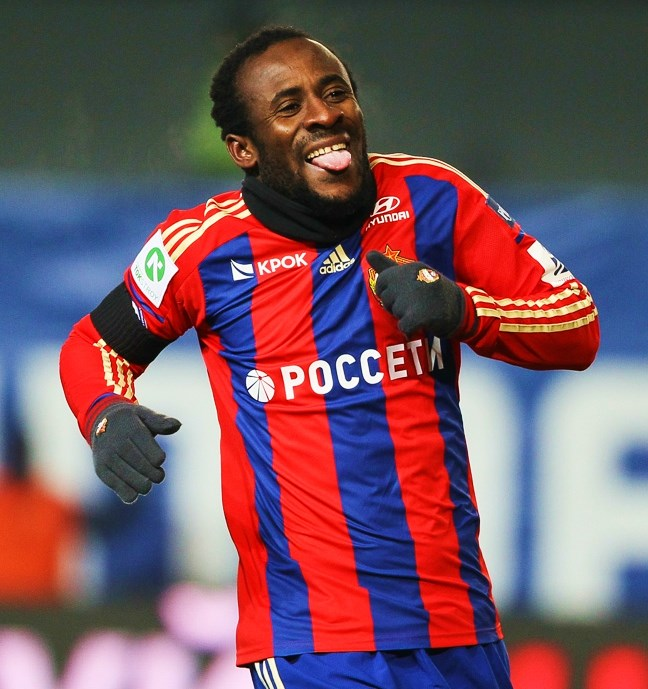
Doumbia avec le CSKA Moscou.

En janvier 2010, il quitte le BSC Young Boys pour le CSKA Moscou et un transfert de plus de 15 millions d'euros. Mais ce transfert ne sera effectif qu'en juillet 2010. Le 1er aout 2010, il fait ses premiers pas sous ses nouvelles couleurs face au Spartak Moscou (2-1). Le 19 aout 2010, en Ligue Europa, face à l'Anorthosis Famagouste (2-1) il inscrit son premier but avec les rouge et bleus (et son deuxième 7 minutes plus tard). Dès sa première saison sous le maillot moscovite, il inscrit 12 buts en 15 matches (5 en championnat).
La saison 2011-2012 démarre également sur les chapeaux de roue pour l'international ivoirien puisqu'après 21 matches il totalise déjà 13 buts. En fin de saison, il est d'ailleurs meilleur buteur du championnat avec 28 buts en 42 matches (37 buts en 53 rencontres sur l'ensemble des compétitions de l'année). Le 29 décembre 2011, Doumbia est élu meilleur joueur de l'année 2011. Durant cette période, il marque 24 buts en 30 matches de championnat sur l'année civile 2011 et 5 buts en Ligue des champions qui permettent à son équipe de sortir de la phase de poules (dans une poule B où l'on retrouve Lille, l'Inter Milan et Trabzonspor).
En aout 2012, il est victime d'une grave blessure, une fracture d'un disque lombaire dans le bas du dos qui l'éloigne du terrain pendant de longs mois. Il fait son retour sur les terrains le 17 janvier 2013 après 4 mois d'inactivité. Il ne dispute que 5 matches au cours de cette fin de saison mais décroche néanmoins son premier titre national, le CSKA Moscou étant champion de Russie 2013. C'est son troisième trophée avec le club de l'armée après les Coupes de Russie 2011 et 2013.

### AS Rome
Seydou Doumbia rejoint l'AS Rome fin janvier 2015 pour un montant s'élevant à 15 millions d'euros payables en 3 fois (en l’occurrence, 5 millions d'euros par an sur 3 ans).

#### Retour au CSKA Moscou
Six mois plus tard, il effectue déjà son retour, prêté par l'AS Rome, au CSKA Moscou.

#### Newcastle
Le 1er février 2016, il est prêté à Newcastle United.

#### FC Bâle
Le 28 juin 2016, la Roma le prête encore, cette fois avec option d'achat au FC Bâle où il aura la lourde tâche de faire oublier Breel Embolo, parti à Schalke 04.

#### Sporting Clube de Portugal
Le 30 juin 2017, Seydou Doumbia est prêté avec option d'achat obligatoire au Sporting Clube de Portugal.
Il rejoint le Girona FC en Espagne pour la saison 2018-2019

#### FC Sion
Le 2 septembre 2019, il signe pour un an au FC Sion. Il est licencié le 19 mars 2020 pour avoir refusé d'être mis au chômage technique, à la suite de la pandémie de Covid-19 en Suisse.

## Sélection
À l'occasion de la Coupe Kirin 2008, il fait sa première apparition en sélection nationale ivoirienne face au Japon (0-1), match se déroulant à Toyota le 24 mai 2008. Il inscrit son premier but le 18 novembre 2009 en match amical face à l'Allemagne (2-2) à la 82e minute de la rencontre.
En 2010, il fait partie du groupe ivoirien qui dispute la phase finale de la Coupe du monde se disputant en Afrique du Sud. Il ne joue qu'un match, remplaçant Romaric à la 79e minute de la rencontre de poule face à la Corée du Nord (3-0).
Il est de nouveau sélectionné par François Zahoui dans le groupe ivoirien pour participer à la phase finale de la CAN 2012 au Gabon et en Guinée équatoriale. Son équipe arrive en finale mais il n'entre en jeu qu'une seule fois face au Soudan (1-0) le 22 janvier 2012.
Une grave blessure au dos l'empêche de disputer la phase finale de la CAN 2013 en Afrique du Sud.
Non retenu par Sabri Lamouchi pour la Coupe du monde 2014, il met un terme à sa carrière internationale. Il revient finalement en sélection dès le mois de septembre, la Côte d'Ivoire étant désormais entraînée par Hervé Renard.
Il est sélectionné pour participer à la CAN 2015. Lors d'un match de poule contre la Guinée, où son équipe concède un but, il fait son entrée en seconde période et égalise, permettant aux siens de prendre un point.

## Statistiques

### Générales
Ce tableau présente les statistiques en carrière de Seydou Doumbia :
| Saison                | Club                    | Championnat           | Championnat | Championnat | Championnat | Coupe(s) nationale(s) | Coupe(s) nationale(s) | Coupe(s) nationale(s) | Supercoupe | Supercoupe | Supercoupe | Compétition(s) continentale(s) | Compétition(s) continentale(s) | Compétition(s) continentale(s) | Compétition(s) continentale(s) | Côte d'Ivoire | Côte d'Ivoire | Côte d'Ivoire | Total | Total | Total |
| Saison                | Club                    | Division              | M.          | B.          | P.d.        | M.                    | B.                    | P.d.                  | M.         | B.         | P.d.       | Comp.                          | M.                             | B.                             | P.d.                           | M.            | B.            | P.d.          | M.    | B.    | P.d.  |
| 2005                  | AS Denguelé             | Division 1            | 21          | 15          | 0           | -                     | -                     | -                     | -          | -          | -          | -                              | -                              | -                              | -                              | -             | -             | -             | 21    | 15    | 0     |
| Sous-total            | Sous-total              | Sous-total            | 21          | 15          | 0           | -                     | -                     | -                     | -          | -          | -          | -                              | -                              | -                              | -                              | -             | -             | -             | 21    | 15    | 0     |
| 2006                  | Kashiwa Reysol          | J.League              | 6           | 0           | 0           | -                     | -                     | -                     | -          | -          | -          | -                              | -                              | -                              | -                              | -             | -             | -             | 6     | 0     | 0     |
| 2007                  | Kashiwa Reysol          | J.League              | 18          | 3           | 1           | 5                     | 1                     | 0                     | -          | -          | -          | -                              | -                              | -                              | -                              | -             | -             | -             | 23    | 4     | 1     |
| Sous-total            | Sous-total              | Sous-total            | 24          | 3           | 1           | 5                     | 1                     | 0                     | -          | -          | -          | -                              | -                              | -                              | -                              | -             | -             | -             | 29    | 4     | 1     |
| 2008                  | Tokushima Vortis (prêt) | J.League 2            | 16          | 7           | 2           | -                     | -                     | -                     | -          | -          | -          | -                              | -                              | -                              | -                              | 1             | 0             | 0             | 17    | 7     | 2     |
| Sous-total            | Sous-total              | Sous-total            | 16          | 7           | 2           | -                     | -                     | -                     | -          | -          | -          | -                              | -                              | -                              | -                              | 1             | 0             | 0             | 17    | 7     | 2     |
| 2008-2009             | BSC Young Boys          | Super League          | 32          | 20          | 5           | 6                     | 5                     | 1                     | -          | -          | -          | C1                             | 3                              | 1                              | 0                              | -             | -             | -             | 41    | 26    | 6     |
| 2009-2010             | BSC Young Boys          | Super League          | 32          | 30          | 4           | 4                     | 1                     | 1                     | -          | -          | -          | C1                             | 2                              | 1                              | 0                              | 6             | 1             | 0             | 44    | 33    | 5     |
| Sous-total            | Sous-total              | Sous-total            | 64          | 50          | 9           | 10                    | 6                     | 2                     | -          | -          | -          | -                              | 5                              | 2                              | 0                              | 6             | 1             | 0             | 85    | 59    | 11    |
| 2010-2011             | CSKA Moscou             | Premier League        | 11          | 5           | 2           | -                     | -                     | -                     | -          | -          | -          | C3                             | 4                              | 7                              | 0                              | 4             | 0             | 0             | 19    | 12    | 2     |
| 2011-2012             | CSKA Moscou             | Premier League        | 42          | 28          | 9           | 6                     | 4                     | 0                     | 1          | 0          | 0          | C3                             | 10                             | 5                              | 0                              | 7             | 0             | 0             | 66    | 37    | 9     |
| 2012-2013             | CSKA Moscou             | Premier League        | 7           | 3           | 0           | 2                     | 1                     | 1                     | -          | -          | -          | -                              | -                              | -                              | -                              | -             | -             | -             | 9     | 4     | 1     |
| 2013-2014             | CSKA Moscou             | Premier League        | 22          | 18          | 10          | 3                     | 0                     | 0                     | -          | -          | -          | C1                             | 2                              | 2                              | 0                              | 2             | 0             | 0             | 29    | 20    | 10    |
| 2014-2015             | CSKA Moscou             | Premier League        | 13          | 7           | 2           | -                     | -                     | -                     | 1          | 1          | 1          | C1                             | 6                              | 3                              | 1                              | 6             | 2             | 0             | 26    | 13    | 4     |
| Sous-total            | Sous-total              | Sous-total            | 95          | 61          | 23          | 11                    | 5                     | 1                     | 2          | 1          | 1          | -                              | 21                             | 17                             | 1                              | 19            | 2             | 0             | 148   | 86    | 26    |
| 2014-2015             | AS Roma                 | Serie A               | 13          | 2           | 0           | -                     | -                     | -                     | -          | -          | -          | C3                             | 1                              | 0                              | 0                              | 3             | 0             | 0             | 17    | 2     | 0     |
| Sous-total            | Sous-total              | Sous-total            | 13          | 2           | 0           | -                     | -                     | -                     | -          | -          | -          | -                              | 1                              | 0                              | 0                              | 3             | 0             | 0             | 17    | 2     | 0     |
| 2015-2016             | CSKA Moscou (prêt)      | Premier League        | 13          | 5           | 5           | -                     | -                     | -                     | -          | -          | -          | C1                             | 7                              | 6                              | 0                              | 4             | 1             | 1             | 24    | 12    | 6     |
| 2015-2016             | Newcastle United (prêt) | Premier League        | 3           | 0           | 0           | -                     | -                     | -                     | -          | -          | -          | -                              | -                              | -                              | -                              | -             | -             | -             | 3     | 0     | 0     |
| 2016-2017             | FC Bâle (prêt)          | Super League          | 25          | 20          | 2           | 3                     | 0                     | 0                     | -          | -          | -          | C1                             | 6                              | 1                              | 0                              | -             | -             | -             | 34    | 21    | 2     |
| Sous-total            | Sous-total              | Sous-total            | 41          | 25          | 7           | 3                     | 0                     | 0                     | -          | -          | -          | -                              | 13                             | 7                              | 0                              | 4             | 1             | 1             | 61    | 33    | 8     |
| Total sur la carrière | Total sur la carrière   | Total sur la carrière | 274         | 163         | 42          | 29                    | 12                    | 3                     | 2          | 1          | 1          | -                              | 40                             | 26                             | 1                              | 33            | 4             | 1             | 378   | 206   | 48    |

### Buts internationaux
| Buts en sélection de Seydou Doumbia | Buts en sélection de Seydou Doumbia | Buts en sélection de Seydou Doumbia                    | Buts en sélection de Seydou Doumbia | Buts en sélection de Seydou Doumbia | Buts en sélection de Seydou Doumbia | Buts en sélection de Seydou Doumbia |
| 0                                   | Date                                | Lieu                                                   | Adversaire                          | Score                               | Résultat                            | Compétition                         |
| ----------------------------------- | ----------------------------------- | ------------------------------------------------------ | ----------------------------------- | ----------------------------------- | ----------------------------------- | ----------------------------------- |
| 1                                   | 18 novembre 2009                    | Veltins Arena, Gelsenkirchen                           | Allemagne                           | 1-2                                 | 2-2                                 | Match amical                        |
| -                                   | 27 mai 2012                         | Stade Municipal Saint-Leu-la-Forêt, Saint-Leu-la-Forêt | Mali                                | 1-0                                 | 2-1                                 | Match amical                        |
| 2                                   | 6 septembre 2014                    | Stade Félix-Houphouët-Boigny, Abidjan                  | Sierra Leone                        | 1-1                                 | 1-1                                 | Éliminatoires CAN 2015              |
| 3                                   | 20 janvier 2015                     | Nuevo Estadio de Malabo, Malabo                        | Mali                                | 1-1                                 | 1-1                                 | CAN 2015                            |
| 4                                   | 9 octobre 2015                      | Stade Adrar, Agadir                                    | Maroc                               | 0-1                                 | 0-1                                 | Match amical                        |
| 5                                   | 10 juin 2017                        | Stade de Bouaké, Bouaké                                | Guinée                              | 1-0                                 | 2-3                                 | Éliminatoires CAN 2019              |
| 6                                   | 10 juin 2017                        | Stade de Bouaké, Bouaké                                | Guinée                              | 2-1                                 | 2-3                                 | Éliminatoires CAN 2019              |
| 7                                   | 2 septembre 2017                    | Stade d'Agondjé, Libreville                            | Gabon                               | 0-2                                 | 0-3                                 | Éliminatoires Coupe du monde 2018   |
| 8                                   | 2 septembre 2017                    | Stade d'Agondjé, Libreville                            | Gabon                               | 0-3                                 | 0-3                                 | Éliminatoires Coupe du monde 2018   |

## Palmarès
- Vainqueur du Championnat de Suisse en 2017
- Vainqueur de la Coupe de Suisse en 2017
- Vainqueur de la Coupe d'Afrique des nations en 2015 avec la Côte d'Ivoire
- Vainqueur du Championnat de Russie en 2013, 2014 et 2016
- Vainqueur de la Coupe de Russie en 2011 et 2013 avec le CSKA Moscou
- Vainqueur de la Supercoupe de Russie en 2014 avec le CSKA Moscou
- Meilleur buteur du Championnat de Côte d'Ivoire en 2005 (15 buts)
- Meilleur buteur du Championnat de Suisse en 2009 (20 buts) et 2010 (30 buts)
- Meilleur buteur du Championnat de Russie en 2011-2012 (28 buts) et en 2013-2014 (18 buts)
- Joueur de l'année du Championnat de Russie en 2011[13]